# Vettoramento

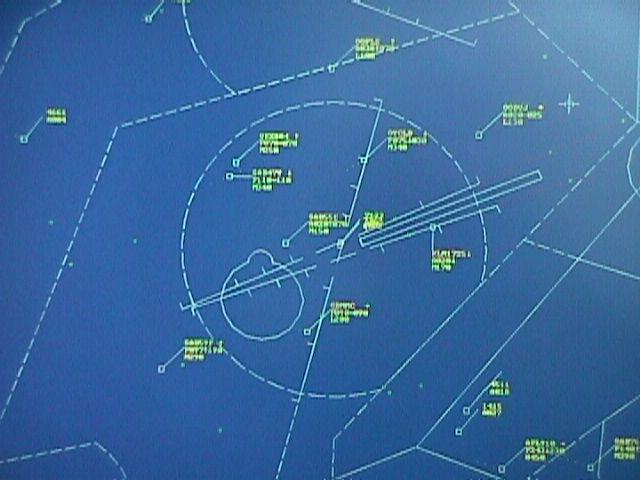
Rappresentazione della traiettoria degli aeromobili sullo schermo di un radar del controllo del traffico aereo

Il vettoramento (in inglese vectoring), è una procedura applicata nei servizi del traffico aereo durante la quale un controllore del traffico aereo utilizza le informazioni ottenute con un sistema di sorveglianza per fornire istruzioni di navigazione a un aeromobile in volo. Poiché il sistema utilizzato in questi casi è quasi sempre un radar di sorveglianza, la procedura è anche chiamata vettoramento radar (in inglese radar vectoring).
Il vettoramento consiste nell'istruire il pilota a modificare la rotta dell'aeromobile e ad assumere delle prue magnetiche ottimali fino a condurlo in una posizione dalla quale potrà proseguire la navigazione in modo autonomo.  Le istruzioni di direzione fornite dal controllore, prendono il nome di vettori (in inglese vectors).

## Procedure generali
Durante la navigazione aerea il pilota conduce l’aeromobile utilizzando i riferimenti visivi secondo le regole del volo a vista (VFR) oppure le indicazioni delle radioassistenze disponibili in accordo alle regole del volo strumentale (IFR); in entrambi i casi è comunque il pilota a decidere la direzione da mantenere per percorrere la rotta desiderata. Nel vettoramento, invece, la prua da assumere viene determinata dal controllore del traffico aereo sulla base delle indicazioni ottenute dal sistema di sorveglianza dopo aver identificato l’aeromobile sullo schermo radar. Tale istruzione viene comunicata al pilota che manterrà la prua assegnata fino a diverso avviso.
Nell'immagine A l'aeromobile, rappresentato in giallo sullo schermo radar, sta volando con prua 180°. Nell'immagine B, dovendo raggiungere il fix numero 3 volando autonomamente lungo la rotta ATS (rappresentata in rosso), dovrà raggiungere il fix numero 1 con prua 180°, dirigere verso il fix numero 2 con prua 270° e infine dirigersi verso il fix numero 3 con prua 360°. Nell'immagine C, rappresentato in blu, viene visualizzato il vettore radar assegnato dal controllore al pilota che lo istruirà a volare con prua 260° direttamente verso il fix numero 3. Il vettore deve essere calcolato tenendo conto della velocità di virata dell'aeromobile, delle caratteristiche dell'aeromobile stesso e del ritardo nell'esecuzione della manovra.
Il controllore deve avvisare il pilota dello scopo del vettoramento prima di iniziare la procedura che lo allontanerà dalla rotta ATS precedentemente assegnata. Deve inoltre essere comunicata la posizione alla quale l'aeromobile si troverà al termine del vettoramento.
Al termine del vettoramento il controllore istruisce il pilota a proseguire la navigazione in modo autonomo, seguendo le indicazioni delle radioassistenze se in IFR, oppure a vista se in VFR, emanando eventuali autorizzazioni se necessarie e l'informazione della posizione fornita dall'apparato di sorveglianza.

## Fraseologia
Le istruzioni del controllore sono emanate mediante apposita fraseologia aeronautica che prevede l'uso di termini appropriati a seconda delle circostanze:
Prima del vettoramento il pilota viene informato del motivo delle virate assegnate:
- due traffic;
- for spacing;
- for delay;
- for downwind (oppure) base, (oppure) final.

I vettori vengono assegnati utilizzando la seguente fraseologia:
- leave (punto significativo) heading (tre cifre);
- continue heading (tre cifre);
- continue present heading;
- fly heading (tre cifre);
- turn left (oppure) right, heading (tre cifre), (motivo);
- turn left (oppure) right, (tre cifre) degrees, (motivo);
- stop turn heading (tre cifre);
- fly heading (tre cifre), when able preoceed direct (nome del punto significativo);
- heading is good.

Al termine del vettoramento il pilota viene istruito a proseguire la navigazione in modo autonomo e viene informato della sua posizione con la seguente fraseologia:
- resume own navigation (posizione dell'aeromobile) (istruzioni);
- resume own navigation direct (punto significativo), magnetic track (tre cifre), distance (numero) miles (oppure) kilometers.

## Quota minima di vettoramento
A un volo IFR è possibile assegnare una quota inferiore rispetto a quella minima altrimenti determinata per lo spazio aereo attraversato. Questa quota, denominata Altitudine minima di vettoramento (oppure, a seconda del regolaggio altimetrico, Livello minimo di vettoramento) può non essere a conoscenza del pilota e non pubblicata nella documentazione del servizio informazioni aeronautiche, ma è comunque nota al controllore e visualizzata sulla mappa del sistema radar.
La quota minima di vettoramento viene calcolata tenendo in considerazione gli ostacoli esistenti nella zona di vettoramento, l'orografia del terreno, la configurazione degli spazi aerei adiacenti, le caratteristiche tecniche del sistema radar e comunque sufficientemente alta da minimizzare i possibili falsi allarmi derivanti dall'attivazione del Ground Proximity Warning System. 

## Casi particolari

### Vettoramenti VFR
Nel caso in cui un vettore assegnato ad un volo in VFR stia conducendo l'aeromobile verso una zona in cui le condizioni meteorologiche potrebbero non consentirne la prosecuzione nel rispetto delle minime previste per tale tipologia di volo (Visual Meteorological Conditions), il pilota avviserà il controllore per ottenere un diverso vettore o una diversa autorizzazione che gli possa consentire di proseguire comunque in VFR.
Aeromobili in VFR Speciale non possono essere vettorati, a meno di casi eccezionali o di emergenza. Tale divieto è motivato dal fatto che il pilota mantenendo la prua comunicata dal controllore in una condizione meteorologica degradata, quale quella propria del VFR Speciale, potrebbe inavvertitamente perdere i riferimenti visivi con il terreno con esiti potenzialmente pericolosi per tale tipologia di volo.

### Vettoramenti fuori Spazi Aerei controllati
Voli controllati non possono essere vettorati fuori da spazi aerei controllati a meno che il pilota non lo richieda specificamente oppure nel caso in cui situazioni eccezionali lo rendano necessario, come ad esempio per gestire situazioni di emergenza o per consentire all'aeromobile di evitare zone in cui prevalgano condizioni meteorologiche avverse.

## Vantaggi
La procedura di vettoramento presenta alcuni vantaggi: 
- consente agli aeromobili di percorrere traiettorie ottimali o più brevi, piuttosto che volare lungo le rotte standard;
- consente al controllore di separare gli aeromobili con il radar istruendoli lungo direttrici divergenti senza necessità di imporre restrizioni maggiormente onerose basate sull’ausilio di radioassistenze;
- facilita e rende più rapide le partenze e le salite degli aeromobili ai livelli di crociera richiesti;
- permette di sequenziare gli aeromobili in arrivo stabilendo un ordinato e ottimale flusso di traffico;
- permette di risolvere potenziali conflitti di traffico;
- permette di separare gli aeromobili da altro traffico in avaria radio.

## Responsabilità
Gli obiettivi dei servizi del traffico aereo non prevedono la prevenzione delle collisioni con il terreno, responsabilità questa sempre e comunque del pilota dell’aeromobile in volo che deve sincerarsi che l’ottemperanza alle istruzioni emanate dal controllore siano congrue con le minime quote stabilite. L’unica eccezione a tale principio è durante il vettoramento di un Volo IFR nel quale la responsabilità della separazione dagli ostacoli e dal suolo passa dal pilota al controllore. 
In questo caso il controllore può assegnare all'aeromobile delle quote minime di vettoramento che potrebbero essere più basse delle altitudini minime di settore (Minimum Sector Altitude). Il pilota durante il vettoramento deve comunque costantemente monitorare la propria quota in funzione della posizione stimata o comunicata dal controllore per minimizzare eventuali pericoli a seguito di avaria radio; nel caso in cui il pilota non riceva comunicazioni dal controllo del traffico aereo entro un ragionevole periodo, dovrà cercare di ristabilire il contatto e, qualora abbia appurato un'avaria radio, dovrà immediatamente salire alla quota minima di settore riportata nelle pubblicazioni informazioni aeronautiche.